# Guy de Montfort-Castres
 (janvier 2015).
Si vous disposez d'ouvrages ou d'articles de référence ou si vous connaissez des sites web de qualité traitant du thème abordé ici, merci de compléter l'article en donnant les références utiles à sa vérifiabilité et en les liant à la section « Notes et références ».
Pour les articles homonymes, voir Guy de Montfort.
Guy de Montfort, tué à Varilhes le 31 janvier 1228, fut seigneur de la Ferté-Alais et de Bréthencourt, régent du comté de Sidon de 1205 à 1210 et seigneur de Castres de 1211 à 1228. Il était fils de Simon (III), seigneur de Montfort et d'Amicie de Beaumont, comtesse de Leicester.

## Biographie
En 1188, il prit part à la troisième croisade. Compte tenu du fait qu'il s'engagea également dans la suivante, il est concevable de penser qu'il resta en Terre sainte quand le roi Philippe Auguste revint en France, et ne rentra qu'en 1192, en même temps que Richard Cœur-de-Lion.
Frère cadet de Simon IV de Montfort, il s'engagea avec lui dans la quatrième croisade, en 1202. Arrivés à Zara, après avoir désapprouvé la prise de la ville, ils refusèrent le marché qu'Alexis Ange proposait aux Croisés, et qui consistait à payer le passage en Terre sainte en échange de leur aide pour rétablir Isaac II Ange sur le trône. Ils se rendirent par leurs propres moyens dans le royaume de Jérusalem, en embarquant à Barletta, dans les Pouilles. Arrivés à Jaffa, ils rejoignent le roi Amaury II de Lusignan et participent à une expédition en Tibériade. Impressionné par la valeur des deux frères, Amaury souhaite les attacher à son service et autorise en 1204 le mariage de Guy avec Helvis d'Ibelin, veuve de Renaud Grenier, comte de Sidon. Avec l'annonce de la fondation de l'empire latin de Constantinople par les croisés, Amaury comprend que l'armée croisée n'arrivera plus, et négocie une trêve de six ans avec le sultan Al-Adel. Simon retourne en Europe, tandis que Guy reste et exerce la régence du comté de Sidon au nom de son beau-fils Balian Grenier. Guy et Helvis eurent deux enfants :
- Philippe (mort en 1270), qui lui succèdera à Castres, puis partira à son tour se croiser et deviendra seigneur de Tyr et de Toron ;
- Pernelle, nonne à l'abbaye Saint-Antoine-des-Champs à Paris.

En 1210 prend fin sa régence, Balian ayant probablement atteint sa majorité. Guy assiste au couronnement de Jean de Brienne le 1er octobre 1210, puis revient en Europe et rejoint son frère pour l'aider à mener à bien la croisade des albigeois. En 1212, il met le siège devant le château de Montségur, mais en vain. Il combat ensuite aux côtés de son frère à la bataille de Muret (1213), au siège de Beaucaire (1216) puis à celui de Toulouse (1218). Il est blessé lors d'une sortie des Toulousains assiégés, et c'est en voulant le secourir que son frère Simon reçoit le roc qui lui sera fatal. La mort de Simon et l'incompétence de son fils Amaury firent que les seigneurs occitans reprennent leurs droits.
Pendant cette période, Guy de Montfort s'était remarié avec Briende de Beynes, veuve de Lambert de Thury, baron de Lombers. Ils eurent :
- Alicie de Montfort, nonne à Port-Royal en 1259 ;
- Agnès de Montfort, nonne à Port-Royal en 1259 ;
- Guy II de Montfort, mort en 1254, baron de Lombers, mort en croisade.

En 1224, Amaury cède ses droits sur l'Occitanie au roi Louis VIII le Lion, qui vient ensuite en faire la conquête. Guy participa au siège d'Avignon, qui dura trois mois. La ville se rendit au bout de trois mois, mais la maladie força l'armée royale à se replier et le roi mourut sur le chemin du retour, à Montpensier. Guy resta combattre en Occitanie, et fut tué peu après alors qu'il assiégeait Varilhes, près de Pamiers.